# قطعنامه ۵۱۵ شورای امنیت
قطعنامه ۵۱۵ شورای امنیت سازمان ملل متحد که در تاریخ ۲۹ جولای ۱۹۸۲ تصویب شد، سندی بین‌المللی دربارهٔ لبنان است. این قطعنامه طی نشست ۲۳۸۵ام با ۱۴ موافق، ۰ مخالف و ۰ ممتنع تصویب شد.